# Championnat de France de football de troisième division 1993-1994
Navigation
Division 3 1992-1993 National 1 1994-1995
Le Championnat de France de football de National 1 1993-1994 a vu la victoire de La Berrichonne de Châteauroux.
C'était la première saison de cette division ; il y avait en lice treize clubs venant de Division 2 et vingt-trois de l'ex-Division 3, devenue à partir de cette même année "National 2".
La "National 1" représente ainsi la troisième division. En 1993-94, elle est composée de trente-six clubs répartis en deux groupes de dix-huit (représentant grossièrement le Nord et le Sud). Les deux meilleurs clubs de chaque groupe étaient promus en Division 2, les trois derniers de chaque groupe étaient relégués en "National 2".
En plus de l'En Avant de Guingamp et de La Berrichonne de Châteauroux, sont promus à la fin de la saison l'Amiens Sporting Club Football et le Perpignan Football Club.

## Les 36 clubs participants
| Groupe A - Amiens SC - RC Ancenis - CM Aubervilliers - US Avranches - Stade brestois - AS Cherbourg - US Créteil - SAS Épinal - AS Évry - US Fécamp - EA Guingamp - La Roche VF - FC Lorient - Olympique Noisy-le-Sec - Paris FC - Stade Quimpérois - SCO Roubaix - FC Saint-Leu | Groupe B - GFC Ajaccio - AS Angoulême-Charente 92 - FC Annecy (exclu en cours de saison) - AC Arles - Besançon RC - ESA Brive - LB Châteauroux - SO Châtellerault - CF Dijon - CS Louhans-Cuiseaux - AS Lyon-Duchère - AS Muret - JGA Nevers (exclu en cours de saison) - Pau FC - FC Perpignan - FC Sète - Sporting Toulon Var - Stade de Vallauris |

## Classements
Victoire à 2 points.

### Groupe A
| Rang | Équipe                               | Pts | J  | G  | N  | P  | Bp | Bc | Diff |
| ---- | ------------------------------------ | --- | -- | -- | -- | -- | -- | -- | ---- |
| 1    | EA Guingamp R                        | 54  | 34 | 21 | 12 | 1  | 67 | 19 | +48  |
| 2    | Amiens SC R                          | 45  | 34 | 17 | 10 | 7  | 50 | 26 | +24  |
| 3    | US Créteil R                         | 43  | 34 | 15 | 13 | 6  | 42 | 27 | +15  |
| 4    | FC Lorient R                         | 40  | 34 | 14 | 12 | 8  | 48 | 40 | +8   |
| 5    | CM Aubervilliers P                   | 37  | 34 | 11 | 15 | 8  | 36 | 33 | +3   |
| 6    | FC Saint-Leu P                       | 35  | 34 | 12 | 11 | 11 | 36 | 32 | +4   |
| 7    | La Roche-sur-Yon VF R                | 35  | 34 | 10 | 15 | 9  | 36 | 33 | +3   |
| 8    | Paris FC P                           | 35  | 34 | 11 | 12 | 11 | 26 | 28 | -2   |
| 9    | US Avranches P                       | 33  | 34 | 10 | 13 | 11 | 32 | 35 | -3   |
| 10   | Olympique Noisy-le-Sec Banlieue 93 P | 32  | 34 | 6  | 20 | 8  | 27 | 26 | +1   |
| 11   | SA Spinalien R                       | 32  | 34 | 11 | 10 | 13 | 26 | 40 | -14  |
| 12   | SCO Roubaix P                        | 31  | 34 | 8  | 15 | 11 | 29 | 32 | -3   |
| 13   | Stade Quimpérois P                   | 30  | 34 | 9  | 12 | 13 | 30 | 37 | -7   |
| 14   | US Fécamp P                          | 29  | 34 | 10 | 9  | 15 | 33 | 52 | -19  |
| 15   | Stade brestois 29 P                  | 28  | 34 | 7  | 14 | 13 | 35 | 40 | -5   |
| 16   | AS Évry P                            | 28  | 34 | 8  | 12 | 14 | 25 | 36 | -11  |
| 17   | AS Cherbourg P                       | 26  | 34 | 7  | 12 | 15 | 32 | 50 | -18  |
| 18   | RC Ancenis R                         | 21  | 34 | 3  | 15 | 16 | 26 | 50 | -24  |

Promotions et relégations
Abréviations

#### Meilleurs buteurs
1. Stéphane Guivarc'h (Guingamp), 28 buts
2. Lionel Rouxel (Guingamp), 21 buts
3. Bernard Bouger (Quimper), 17 buts
4. Bruno Baclet (Créteil), 15 buts

### Groupe B
| Rang | Équipe                  | Pts | J  | G  | N  | P  | Bp | Bc | Diff |
| ---- | ----------------------- | --- | -- | -- | -- | -- | -- | -- | ---- |
| 1    | LB Châteauroux R        | 42  | 30 | 16 | 10 | 4  | 40 | 16 | +24  |
| 2    | Perpignan FC R          | 39  | 30 | 14 | 11 | 5  | 38 | 20 | +18  |
| 3    | AS Lyon-Duchère Ref     | 38  | 30 | 15 | 8  | 7  | 42 | 33 | +9   |
| 4    | ESA Brive P             | 37  | 30 | 17 | 3  | 10 | 45 | 26 | +19  |
| 5    | FC Sète P               | 37  | 30 | 16 | 5  | 9  | 41 | 32 | +9   |
| 6    | CS Louhans-Cuiseaux R   | 35  | 30 | 15 | 5  | 10 | 36 | 25 | +11  |
| 7    | Sporting Toulon Var Rét | 34  | 30 | 11 | 12 | 7  | 43 | 32 | +11  |
| 8    | Pau FC P                | 31  | 30 | 12 | 7  | 11 | 35 | 32 | +3   |
| 9    | Stade de Vallauris P    | 30  | 30 | 12 | 6  | 12 | 35 | 38 | -3   |
| 10   | GFC Ajaccio R           | 28  | 30 | 11 | 6  | 13 | 34 | 36 | -2   |
| 11   | SO Châtellerault P      | 27  | 30 | 9  | 9  | 12 | 39 | 38 | +1   |
| 12   | Angoulême CFC P         | 26  | 30 | 7  | 12 | 11 | 26 | 33 | -7   |
| 13   | Besançon RC P           | 23  | 30 | 7  | 9  | 14 | 31 | 47 | -16  |
| 14   | AS Muret P              | 22  | 30 | 7  | 8  | 15 | 27 | 48 | -21  |
| 15   | CF Dijon P              | 21  | 30 | 4  | 13 | 13 | 16 | 35 | -19  |
| 16   | AC Arles P              | 10  | 30 | 3  | 4  | 23 | 21 | 58 | -37  |
| 17   | JGA Nevers P            | 0   | 0  | 0  | 0  | 0  | 0  | 0  | 0    |
| 18   | FC Annecy R             | 0   | 0  | 0  | 0  | 0  | 0  | 0  | 0    |

Promotions et relégations
Abréviations

#### Meilleurs buteurs
1. Jean-Noël Cabezas (Toulon), 22 buts
2. Patrick Mboma (Châteauroux), Samuel Boutal (Pau), Georges Moureaux (Sète), 17 buts

## Finale
La finale opposant les vainqueurs des groupes est remportée par La Berrichonne de Châteauroux.
| Équipes   | LB Châteauroux - EA Guingamp         |
| Score     | 1 - 0                                |
| Affluence | 3 000 spectateurs                    |
| Arbitre   | Bernard Saules                       |
| Buts      | Patrick Mboma (84e) pour Châteauroux |